# Kazimierz Nycz
Kazimierz Nycz (sinh 1950) là một Hồng y người Ba Lan của Giáo hội Công giáo Rôma. Ông hiện đảm nhận vai trò Hồng y Đẳng Linh mục Nhà thờ  Ss. Silvestro e Martino ai Monti, Tổng giám mục đô thành Tổng giáo phận Warszawa và Thường vụ Giáo hội Công giáo Đông phương tại Ba Lan, từ năm 2007.
Vốn là một giáo sĩ trong vai trò lãnh đạo giáo hội địa phương, ông từng đảm trách nhiều vai trò khác nhau trước khi tiến đến trở thành Tổng giám mục đô thành Warszawa, như: giám mục phụ tá Tổng giáo phận Kraków (1988 - 2004), giám mục chính tòa Giáo phận Koszalin–Kołobrzeg (2004 - 2007). Ông được vinh thăng Hồng y ngày 20 tháng 11 năm 2010, bởi Giáo hoàng Biển Đức XVI.

## Tiểu sử
Hồng y Kazimierz Nycz sinh ngày 1 tháng 2 năm 1950 tại Stara Wies, Ba Lan. Sau quá trình tu học dài hạn tại các cơ sở chủng viện theo quy định của Giáo luật, ngày 8 tháng 5 năm 1972, chủng sinh Nycz được truyền chức Phó tế, với phần nghi thức được cử hành bởi Hồng y Karol Józef Wojtyła, Tổng giám mục đô thành Tổng giáo phận Kraków. Không lâu sau đó, ngày 20 tháng 5 năm 1973, Phó tế Nycz, 23 tuổi, tiến đến việc được truyền chức linh mục. Cử hành nghi thức truyền chức cho tân linh mục là giám mục Julian Jan Groblicki, giám mục phụ tá Tổng giáo phận Kraków. Tân linh mục là thành viên linh mục đoàn Tổng giáo phận Kraków.
Sau 15 năm thi hành các công việc mục vụ với thẩm quyền và cương vị của một linh mục, ngày 14 tháng 5 năm 1988, Tòa Thánh loan tin Giáo hoàng đã quyết định tuyển chọn linh mục Kazimierz Nycz, 38 tuổi, gia nhập Giám mục đoàn Công giáo Hoàn vũ, với vị trí được bổ nhiệm là giám mục phụ tá Tổng giáo phận Kraków, sanh nghĩa Giám mục Hiệu tòa Villa Regis. Lễ tấn phong cho vị giám mục tân cử được tổ chức sau đó vào ngày 4 tháng 6 cùng năm, với phần nghi thức chính yếu được cử hành cách trọng thể bởi 3 giáo sĩ cấp cao, gồm chủ phong là Hồng y Franciszek Macharski, Tổng giám mục đô thành Tổng giáo phận Kraków; hai vị giáo sĩ còn lại, với vai trò phụ phong, gồm có Tổng giám mục Jerzy Karol Ablewicz, giám mục chính tòa Giáo phận Tarnów và Giám mục Stanisław Nowak, giám mục chính tòa Giáo phận Częstochowa. Tân giám mục chọn cho mình châm ngôn:EX HOMINIBUS PRO HOMINIBUS.
Sau 16 năm thi hành vai trò giám mục phụ tá, Tòa Thánh loan báo tin thuyên chuyển Giám mục Nycz đến nhiệm sở mới, cụ thể đến Giáo phận Koszalin–Kołobrzeg, đảm đương vai trò mới là Giám mục chính tòa. Thông báo bổ nhiệm được công bố rộng rãi vào ngày 9 tháng 6 năm 2004.
Chỉ sau khoảng thời gian hơn 2 năm đóng vai trò giám mục chính tòa, Giám mục Nycz được Tòa Thánh thăng Tổng giám mục, qua việc bổ nhiệm giám mục này làm Tổng giám mục đô thành Tổng giáo phận Warszawa. Thông báo về việc bổ nhiệm này được công bố cách rộng rãi vào ngày 3 tháng 3 năm 2007. Tân Tổng giám mục đã đến cử hành các nghi thức nhận giáo phận sau đó vào ngày 1 tháng 4 cùng năm. Ngày 9 tháng 6 cùng năm, ông được bổ nhiệm làm Thường vụ Giáo hội Công giáo Đông phương tại Ba Lan.
Bằng việc tổ chức công nghị Hồng y năm 2010 được cử hành chính thức vào ngày 20 tháng 11, Giáo hoàng Biển Đức XVI đưa ra quyết định vinh thăng Tổng giám mục Kazimierz Nycz tước vị danh dự của Giáo hội Công giáo, Hồng y. Tân Hồng y thuộc Đẳng Hồng y Linh mục và Nhà thờ Hiệu tòa được chỉ định là Nhà thờ Ss. Silvestro e Martino ai Monti. Tân Hồng y đã cử hành các nghi thức nhận nhà thờ hiệu tòa của mình vào ngày 29 tháng 11 cùng năm.